# Drapeau australien de la reine

Drapeau australien de la reine Élisabeth II.

Le drapeau australien de la reine (en anglais : Queen's Australian Flag) était le drapeau personnel d'Élisabeth II comme reine d'Australie. Inspiré de l'étendard royal du Royaume-Uni, il marquait la présence de la souveraine sur le sol australien.

## Histoire
Le drapeau a été adopté le 20 septembre 1962 et utilisé la première fois pendant la tournée royale de 1963.

## Description
Le drapeau de la reine Élisabeth II est une bannière des armoiries de l'Australie, avec l'étoile de la fédération dorée à sept pointes et au centre un cercle bleu contenant la lettre E surmontée d'une couronne et entourée par une guirlande de roses dorées.
Chacune des six sections du drapeau représente le blason des États et territoires de l'Australie bordées par une hermine représentant la fédération des États.
- En haut à gauche : la Nouvelle-Galles du Sud avec une croix de saint Georges sur lequel un lion d'or au centre et une étoile dans chaque branche de la croix.
- En haut au milieu : le Victoria qui contient une couronne avec cinq étoiles sur fond bleu.
- En haut à droite : le Queensland avec une croix de Malte bleue supportant une couronne et cinq étoiles sur fond bleu.
- En bas à gauche : l'Australie-Méridionale avec un cassican flûteur sur fond un d'or.
- En bas au milieu : l'Australie-Occidentale avec un cygne noir sur un fond d'or.
- En bas à droite : la Tasmanie avec un lion rouge sur fond blanc.

L'étoile dorée à sept branches (dite Étoile de la fédération) représente les États et territoires. Le cercle bleu a été emprunté au drapeau d'Élisabeth II au sein du Commonwealth.
Le drapeau a été utilisé dans les formats 1:2 et 22:31. Le ratio 1:2 s'assure que le drapeau maintienne une intégrité visuelle avec les autres drapeaux navals, le ration 22:31 donne des dimensions simples pour les éléments du drapeau, avec une bordure de 2 unités d'épaisseur et des carrés centraux de dimensions 9×9.

## Utilisation
Le drapeau était uniquement utilisé quand la reine était en visite en Australie, sur son bateau HMAS, bâtiment officiel, ou dans les lieux où la reine était présente. L'unique exception était lors des parades d'honneur de son anniversaire.

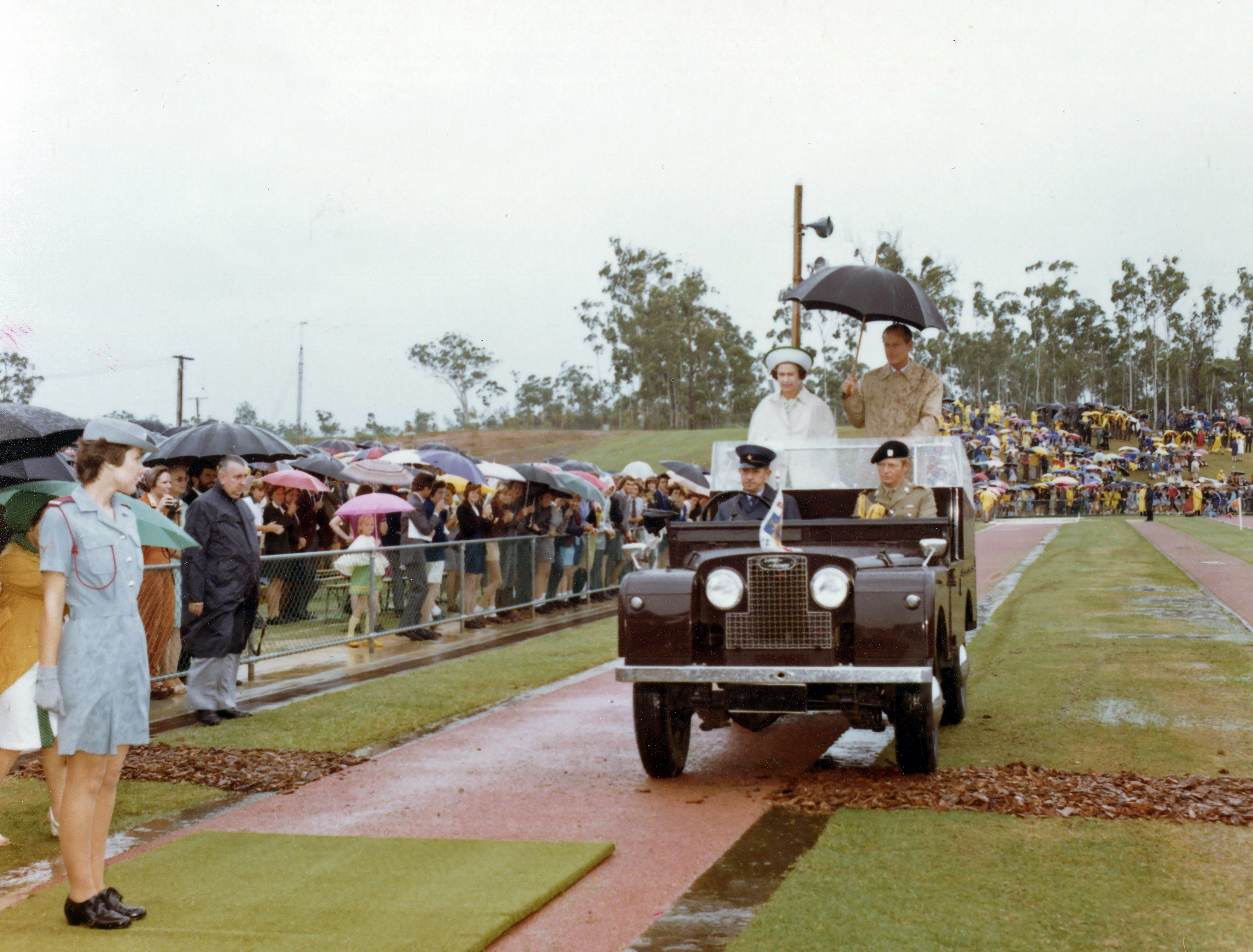
Visite de la reine à Brisbane (1982).
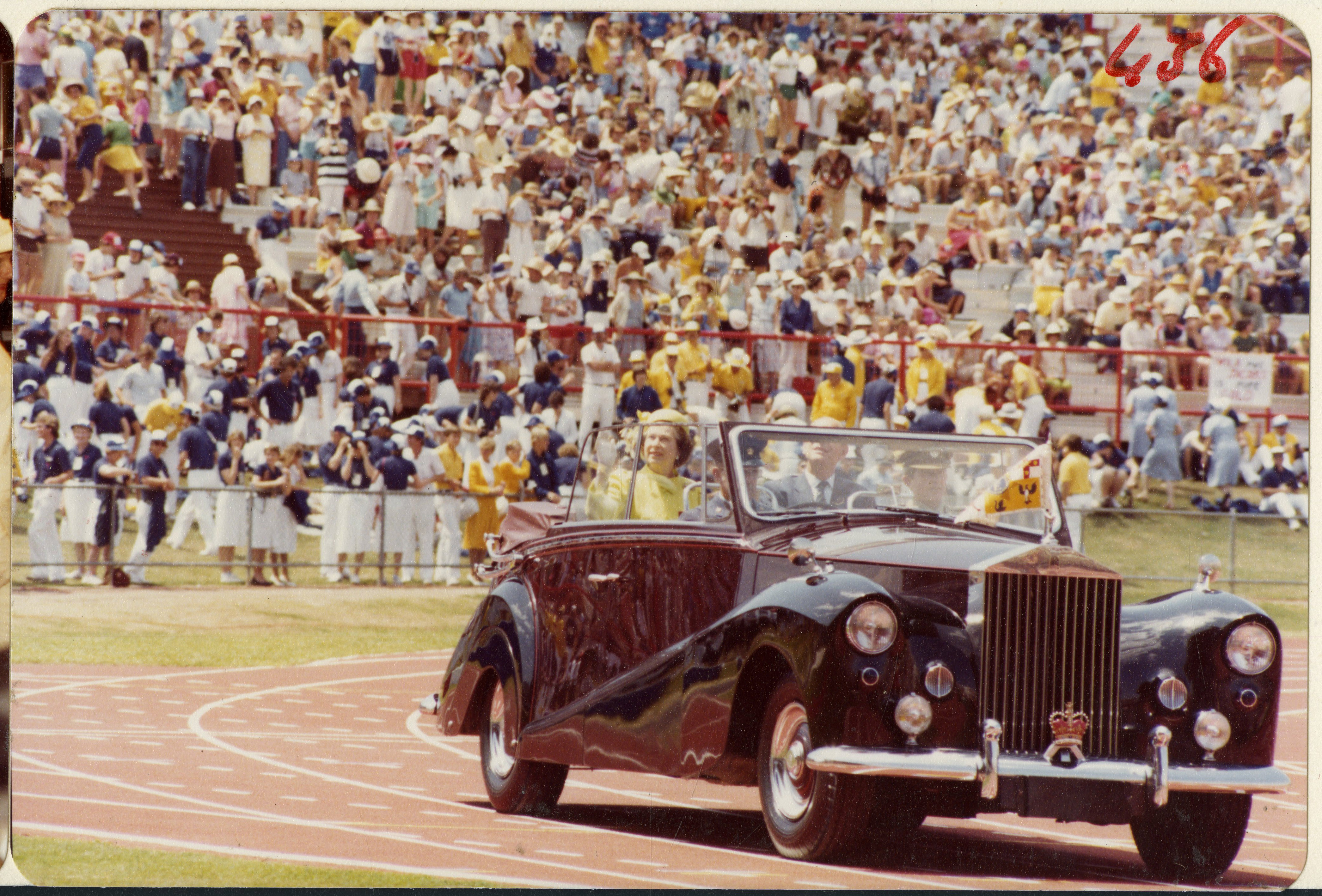
Arrivée de la reine à la cérémonie d'ouverture des Jeux du Commonwealth de 1982.
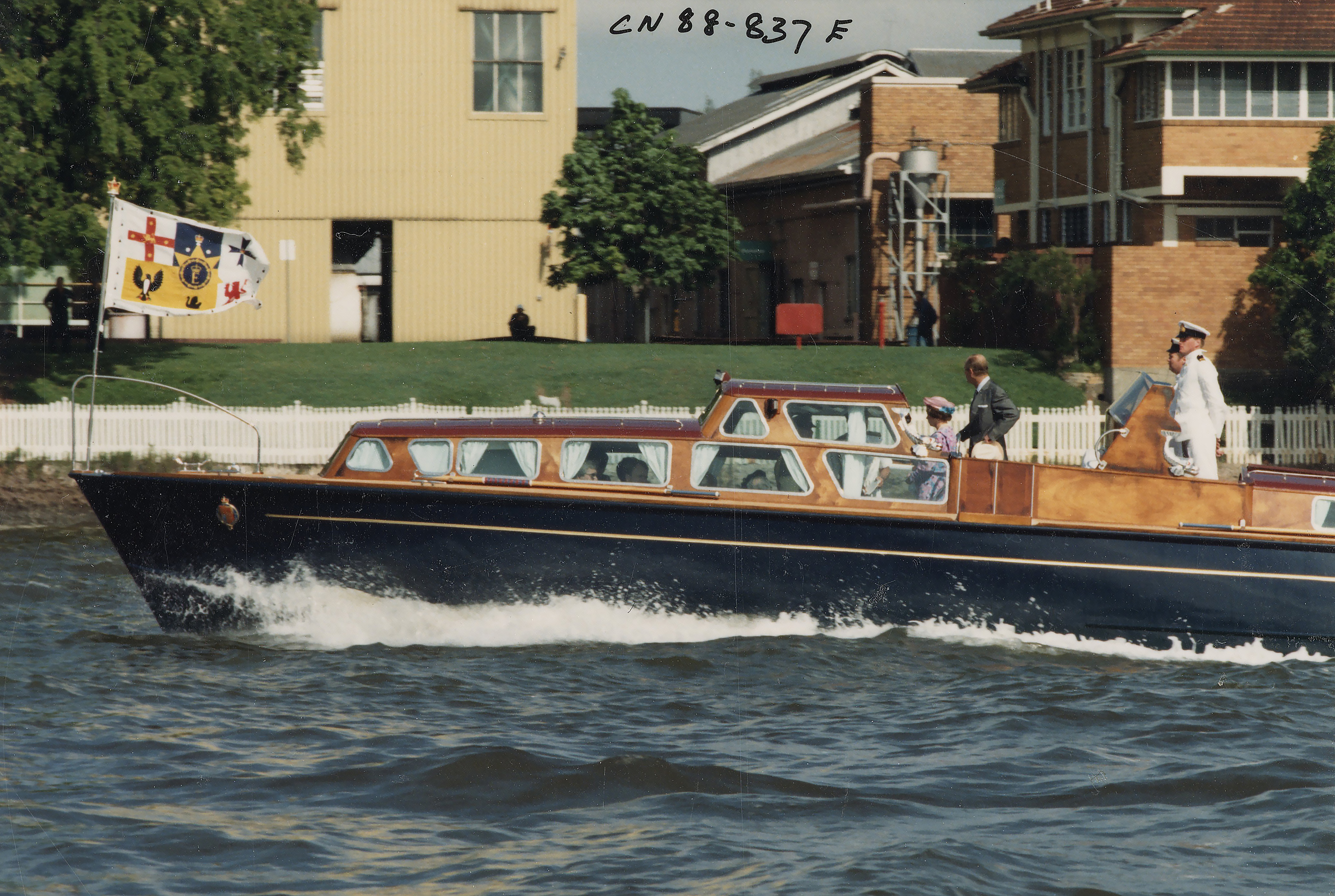
Barge officielle de la reine lors de l'exposition internationale de Brisbane (1988).

## Étendard du couronnement
Pendant le couronnement du monarque britannique à l'abbaye de Westminster, les bannières des pays sont portés par les représentants officiels à l'intérieur de l'abbaye lors de la procession. Pour l'Australie, des étendards spécifiques ont été utilisés à trois reprises, lors des sacres de George V, George VI et Élisabeth II (en 1911, 1937 et 1953). Un premier drapeau est utilisé en 1911, et un second est utilisé en 1937 et 1953.

Étendards du couronnement
Étendard de 1911.
Étendard de 1937-1953.